# عایشه بنت علی مصری
عایشه بنت علی مصری یا عایشه قاهریّه لقب‌گرفته به ست العیش القاهریّه (۱۲۶۶ - ۱۴۳۷) (نسب کامل: عایشه بنت علی بن محمد بن علی بن عبدالله بن ابی‌الفتح) بانوی محدث، خوشنویس و تاریخ‌دان مصری بود. نزد بزرگان قاهره علم حدیث آموخت سپس در قدس و الخلیل ادامه داد. برهان بقاعی دربارهٔ نیروی یادسپاری قوی او گفته است، به طوری که هر شعری را می‌شنید، به یاد می‌سپرد و دیوان بهاءالدین زهیر را حفظ بود.  

## منبع
1. ↑  کحاله، عمر رضا (۱۹۵۹). أعلام النساء فی عالمی العرب والإسلام. ج. ۱. بیروت: موسسة الرسالة. ص. ۱۸۱. تاریخ وارد شده در |سال= را بررسی کنید (کمک)
2. ↑  سخاوی، محمد بن عبدالرحمن ( ۱۹۹۲). الضوء اللامع لأهل القرن التاسع. بیروت: دار الجیل. تاریخ وارد شده در |سال= را بررسی کنید (کمک)
3. ↑   ابن عماد حنبلی، عبدالحی (۱۹۸۶). شذرات الذهب. دمشق: دار ابن کثیر. تاریخ وارد شده در |سال= را بررسی کنید (کمک)